# Oľšavka (Košice)
Oľšavka é um município da Eslováquia, situado no distrito de Spišská Nová Ves, na região de Košice. Tem 3,02 km² de área e sua população em 2018 foi estimada em 186 habitantes.

## Demografia
| Ano:        | 1994 | 2004    | 2014   | 2024   |
| ----------- | ---- | ------- | ------ | ------ |
| Broj ljudi: | 171  | 192     | 198    | 182    |
| Razlika:    |      | +12,28% | +3,12% | -8,08% |

| Ano:               | 2023 | 2024 |
| ------------------ | ---- | ---- |
| Número de pessoas: | 182  | 182  |
| Diferença:         |      | +0%  |